# 의료용 온도계

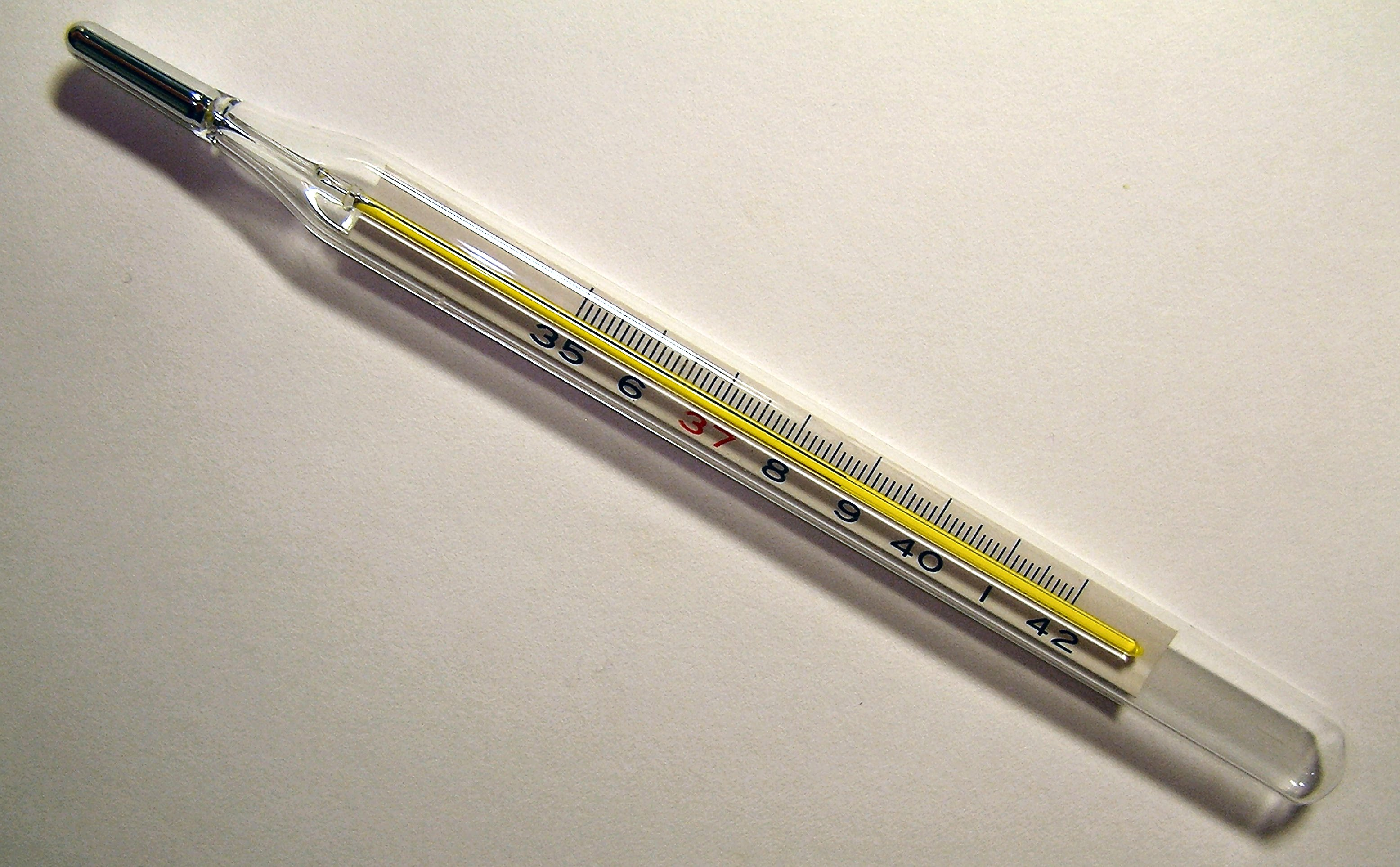
38.7 °C를 가리키는 체온계

의료용 온도계(醫療用溫度計, 영어: medical thermometer, clinical thermometer) 또는 단순히 체온계(體溫計)는 체온을 재는 용도의 온도계이다. 체온계는 입 속(혀 아래), 겨드랑이, 항문을 통한 직장에 삽입한다.

## 같이 보기
- 온도계
- 열화상 카메라(en:Thermographic camera, 적외선 카메라)
- 적외선 온도계(영어판)
- 방역
- 검역